# Catapicephala ruficornis
Catapicephala ruficornis är en tvåvingeart som beskrevs av Villeneuve 1927. Catapicephala ruficornis ingår i släktet Catapicephala och familjen spyflugor.
Artens utbredningsområde är Taiwan. Inga underarter finns listade i Catalogue of Life.